# ウェルス・マネジメント (企業)
ウェルス・マネジメント株式会社は、東京都港区赤坂に本社を置き、不動産金融事業を行うリシェス・マネジメント株式会社、ホテル運営事業を行うワールド・ブランズ・コレクションホテルズ&リゾーツ株式会社などを傘下に持つ持株会社。

## 沿革
- 1999年12月6日 - ドリームバイザー・ドット・コム株式会社として設立[1]。
- 2000年4月 - ウェブサイト「ドリームバイザー・ドット・コム」営業開始。
- 2005年
  - 6月7日 - 東証マザーズへ上場[1]。
  - 11月1日 - 本店所在地を東京都千代田区に変更。
- 2007年1月 - 日本證券新聞社を子会社化[1][2]。
- 2008年
  - 7月1日 - 会社分割実施により、商号をドリームバイザー・ホールディングス株式会社に変更し持株会社化。情報配信事業を日本證券新聞社に移管[1][3][4]。
  - 7月 - 金融商品取引業を営む会社としてドリームバイザー・ファイナンシャル株式会社を設立[5]。
- 2012年
  - 2月 - あかつきフィナンシャルグループ株式会社（現・株式会社あかつき本社）と資本提携[6]。
  - 9月 - ドリームバイザー・ファイナンシャル株式会社を解散[7]。本店所在地を東京都中央区に変更。あかつきフィナンシャルグループ株式会社が親会社となる[8]。
- 2013年7月 - アセットマネジメント業のウェルス・マネジメント株式会社を株式交換で完全子会社化。同社の子会社2社も孫会社とする[9][10]。
- 2014年
  - 3月1日 - 子会社の日本證券新聞社が、ウェブサイト「ドリームバイザー・ドット・コム」の運営を株式会社シーエムディーラボに会社分割により承継[11][12]。
  - 10月1日 - 商号をウェルス・マネジメント株式会社に変更[1][13]。従来のウェルス・マネジメント株式会社は商号をリシェス・マネジメント株式会社に変更[14]。子会社の日本証券新聞社が、IR支援事業・広告代理事業・レポート事業を、新設分割により株式会社日本證券新聞リサーチに承継。日本證券新聞リサーチは当社の直接の子会社となる[15]。
- 2015年
  - 1月16日 - あかつきフィナンシャルグループが、保有する当社の株式を同社の完全子会社であるキャピタル・エンジン株式会社に譲渡[16]。
  - 3月31日 - 子会社である株式会社日本證券新聞リサーチの株式49%をあかつきフィナンシャルグループに譲渡[17]。リシェス・マネジメント株式会社の子会社（当社の孫会社）であるグローバル インベストメント マネジメント株式会社の全株式をNK グローバル株式会社に譲渡し、金融アドバイザリー事業から撤退[1][18]。
  - 7月1日 - 本店所在地を東京都港区に変更[1]。
  - 9月1日 - 株式会社ホテルWマネジメント大阪ミナミ（後の株式会社ホテルWマネジメント→ワールド・ブランズ・コレクションホテルズ&リゾーツ）を設立し、ホテル運営事業に進出[1][19]。日本證券新聞社の全株式と日本證券新聞リサーチの保有全株式を、株式会社ジャパンインベストメントアドバイザーに譲渡し、新聞・出版事業、広告・IR事業から撤退[1][20]。
- 2016年
  - 8月1日 - 市場選択制度により東京証券取引所第二部に市場変更[1]。
  - 10月15日 - あかつき本社から派遣されていた役員が辞任し[21]、あかつき本社の子会社であるキャピタル・エンジン株式会社（2016年12月17日に株式会社あかつき本社が吸収合併）が、保有する当社株式の一部を譲渡することを決定[22]。
  - 12月19日 - あかつき本社が保有する当社株式の一部をASK HOLDINGS株式会社及びその代表者の廣崎利洋に譲渡。ASK HOLDINGSが筆頭株主となり、あかつき本社及びキャピタル・エンジンの子会社ではなくなる[23]。
- 2018年
  - 6月 - 株式会社キーストーン・パートナースとの間で、資本業務提携契約を締結[24]。
  - 7月 - ASK HOLDINGS及びその代表者の廣崎利洋が保有する当社株式全部を、キーストーン・パートナースが管理・運営するファンドが設立した株式会社KAGITOMI HOLDINGSに譲渡。KAGITOMI HOLDINGSが筆頭株主となる[24]。
- 2019年2月 - 株式会社美松の全株式を取得し、同社を連結子会社の範囲に含める。[25]
- 2020年
  - 1月 - KAGITOMI HOLDINGSが100％親会社である合同会社アクアマリーンに吸収合併され、当社株式を継承。合同会社アクアマリーンが筆頭株主となる[26]。
  - 2月 - パナソニック ホームズ株式会社との間で、上場リート組成に向けた基本合意書を締結[27]。
- 2021年
  - 5月11日 - パナソニック ホームズとの上場リート組成に向けた基本合意書を解消[28]。
  - 5月25日 - サムティ株式会社との間で資本業務提携契約を締結。合同会社アクアマリーンが保有する当社株式の全てをサムティ株式会社へ譲渡することで合意[29]。
- 2022年10月1日 - 子会社のホテルWマネジメントが、ワールド・ブランズ・コレクションホテルズ&リゾーツ株式会社に商号変更[30]。